# Émile Lejeune (football)
Pour les articles homonymes, voir Émile Lejeune et Lejeune.
Émile Lejeune, né le 17 février 1938 à Warsage en Belgique et mort le 28 décembre 2024 à Liège en Belgique,, est un footballeur international belge qui joue au poste de défenseur.

## Biographie
Émile Lejeune a fait toute sa carrière comme défenseur au RFC de Liège. Il a joué 276 matches en onze saisons sous le maillot Sang et Marine.
Il joue dix matches internationaux avec les Diables Rouges de 1960 à 1964.

## Palmarès
- Vice-Champion de Belgique en 1961 avec le RFC de Liège